# مايكل نولاند
مايكل نولاند (بالإنجليزية: Michael Noland) (و. 1960 – م) هو محام، سياسي من الولايات المتحدة الأمريكية .